# Спрогис, Дзинтарс Айварович
Дзинтарс Айварович Спрогис (латыш. Dzintars Sproģis; 13 мая 1971) — советский и латвийский футболист, защитник.

## Карьера

### Клубная
Дзинтарс Спрогис — воспитанник рижской футбольной школы. В 1988 году провёл 20 матчей за молодёжную команду Латвии. Профессиональную карьеру начал в том же 1988 году, дебютировав за «Звейниекс» Лиепая. В начале 1989 года выступал за рижскую «Даугаву», после чего перебрался в РАФ. После распада СССР выступал за «Компар/Даугаву», затем перешёл в бельгийский «Тесамен Хугероп» Дист. С 1994 по 1995 годы играл за клуб ДАГ, который был переименован в РАФ. В 1995 году перебрался в Россию, сначала выступал за краснодарский «Колос», а в следующем сезоне перешёл в клуб Высшей лиги «Энергия-Текстильщик» Камышин, за который дебютировал в чемпионате выездном матче 1-го тура против новороссийского «Черноморца». По итогам того сезона «Энергия-Текстильщик» покинула Высший эшелон российского футбола, а сам Спрогис вернулся в Латвию, где выступал за «Металлург» из Лиепаи, «Университет» Елгава и «Ригу». В 2002 году играл за казахстанский клуб «Кайсар», провёл в составе клуба 7 матчей в чемпионате страны того сезона, однако покинул командупо ходу сезона. Завершил карьеру в клубе «Рига».

### В сборной
Спрогис с 1992 по 1998 год принял участие в 23 международных матчей в составе национальной сборной Латвии. Его международный дебют состоялся в первом матче Латвии после получения независимости в проигранном товарищеском матче против Румынии (0:2). Его последний матч в составе национальной сборной страны также был товарищеский, в котором сборная Латвии в эстонском Пярну победила сборную Андорры со счётом 2:0.

## Достижения

### Командные
ДАГ
- Бронзовый призёр чемпионата Латвии: (1): 1994;

### Личные
«Компар/Даугава»
- Лучший защитник чемпионата Латвии: (1): 1992;

## Личная жизнь
Из спортивной семьи — отец Айварс играл за резервную команду «Дарба», а старший брат — Харалдс Спрогис также был профессиональным футболистом, с которым Дзинтарс вместе играл в нескольких клубах.